# Гамофобија
Гамофобија је страх од брака, љубавне везе или обавезивања. Термин гамофобија потиче од грчке речи gamo што значи "брак". Особа која пати од гамофобије може да воли или да јој се свиђа нека особа, али када сазна да се и она свиђа тој особи и да та особа има љубавне намере, постоји могућност да се њена наклоност промени у мржњу.
Као и друге специфичне фобије, гамофобија је такође проузрокована интензивним негативним искуством у прошлости. Такво искуство трауматизује особу која пати до те мере да се особа почне плашити обабезе. Таква особа почне да у глави ствара негативне слике о браку. Особа са гамофобијом врло често пати од депресије или комплекса ниже вредности.
Уместо са фобијом, овакво понашање је повезано са низом поремећаја личности и нервозе. Већина фобија је друштвено створена и нису пронађене у било ком психолошком приручнику. Немогућност особе да дозволи да буде рањива и да покаже своје "лоше делове" је симптом поремећаја личности. Када појединац промени љубав у мржњу, то је неуротични механизам одбране. Ово се такође може назвати и страхом од обавезивања.
Најбоље лечење гамофобије јесте терапија излагања. Терапеут дочарава искуство брака особи која пати од гамофобије. Позитивна расправа о браку може да отклони страх код особе. У неким терапијама, особа која је у браку дели своје искуство са пацијентом. На овај начин, пацијент упознаје свој страх и има могућност да га победи.
У склопу ширег спектра који обухвата разне видове негативног односа према браку (антигамија), упоредо са гамофобијом неретко се јавља и мизогамија (мржња према браку).